# North Shore Knights
I North Shore Knights sono stati una squadra di hockey su ghiaccio canadese, con sede a Kingsville. Nella prima stagione di attività si sono chiamati St. Clair Shores Fighting Saints, ed hanno giocato a St. Clair Shores, negli Stati Uniti. Nelle due stagioni in cui la squadra è esistita, ha militato nella Federal Hockey League.

## Storia
I St. Claire Shores Fighting Saints sono stati fondati nel 2016, come espansione della Federal Hockey League. Proprietario era l'imprenditore ed ex hockeista di origine ceca Michael Kolarik; general manager fu nominato Brandon Contratto e primo head coach della squadra fu Dave Debol, già giocatore con un passato in NHL e WHA, nativo di St. Clair Shores.
Il primo giocatore messo sotto contratto è stato il portiere ceco Jan Pechek. Hanno chiuso la loro prima stagione al settimo ed ultimo posto, mancando l'accesso ai play-off.
La presenza della squadra venne confermata anche per la stagione successiva, ma con uno spostamento della franchigia dal Michigan in Ontario, a Kingsville. Oltre che a Kingsville, la squadra avrebbe giocato anche alcuni incontri casalinghi a Gravenhurst, South River e Témiscaming, assumendo la nuova denominazione.
La squadra fallì la qualificazione ai play-off in entrambe le stagioni. Nel luglio del 2018, il commissioner della FHL, Don Kirnan, annunciò ufficialmente che la squadra non sarebbe stata presente nella stagione successiva.